# Billy Cobham
William C. Cobham, més conegut com a Billy Cobham (Panamà, 16 de maig de 1944) és un bateria, músic i compositor panameny - estatunidenc de jazz i jazz fusió.

## Biografia
En la seva infància, ell i la seva família es van traslladar a la ciutat de Nova York (Estats Units) on va assistir a l'escola secundària High School of Music and Art.

### Inicis
Més endavant, la seva primera experiència com a bateria en una banda va ser a l'exèrcit estatunidenc, on va adquirir certa fama. Posteriorment, va participar amb artistes com el pianista Horace Silver, el saxofonista Stanley Turrentine, la teclista Shirley Scott i el guitarrista George Benson.
A finals de la dècada dels anys 60, i principis dels 70, s'acostà més a l'estil de fusion jazz, barrejant elements com el rock n'roll, el soul i el funk. Cobham col·labora amb els germans Randy i Michael Brecker i amb el guitarrista John Abercrombie a la banda Dreams, i també amb el reconegut trompetista Miles Davis, amb qui establiria un vincle musical molt fort, i amb qui va poder guanyar-se fama participant en el Live-mal i en el tribut a Jack Johnson. En aquesta època, Cobham s'estava guanyant bona fama, principalment per la seva revolucionària tècnica, la qual barrejava complexitat, innovació i originalitat.

### Mahavishnu Orchestra
Abans del seu treball amb la Mahavishnu Orchestra, Billy Cobham va gravar amb el guitarrista John McLaughlin en l'àlbum My Goal s Beyond. Més tard, l'any 1971, Cobham funda al costat de John McLaughlin la Mahavisnhu Orchestra, amb la qual fan gires del 1971 al 1973 i amb la qual Cobham grava dos àlbums d'estudi i un en viu.

### Solista
Al maig de 1973, grava el seu primer àlbum com a solista Spectrum en el qual fa una fusió dels millors discos de la història, i on toca amb artistes com Jan Hammer (teclista de la Mahavishnu Orchestra) i amb el guitarrista Tommy Bolin (qui després seria guitarrista de la banda britànica de hard rock Deep Purple). El mateix any, abans d'acabar una gira amb la Mahavishnu Orchestra, Cobham coolabora amb els guitarristes Carlos Santana i John McLaughlin.
Anys més tard, signa amb CTI Records, expandint el seu repertori de fusion jazz. També va fer participacions amb artistes com Chick Corea, Jack Bruce, Clem Clempson, Dave Sancious, els joves músics havaners de la banda ASERE i d'altres, principalment en gires i concerts.

## Discografia
Com a solista:
- Spectrum (1973)
- Crosswinds (1974)
- Total Eclipse (1974)
- Shabazz (1974)
- A Funky Thide Of Sings (1975)
- Life & Times (1976)
- The Billy Cobham-George Duke Band: "Live" On Tour In Europe (1976)
- Magic (1977)
- Alivemutherforya (1978)
- Inner Conflicts (1978)
- Simplicity of Expression: Depth of Thought (1978)
- B.C. (1979)
- Live: Flight Time (1980)
- Stratus (1981)
- Observations & Reflections (1982)
- Observatory (1982)
- Smokin' (1982)
- Warning (1985)
- Consortium (1985)
- Power Play (1986)
- Best Of (1987)
- Picture This (1987)
- Incoming (1989)
- No Filters (1990)
- By Design (1991)
- The Traveler (1993)
- Nordic (1996)
- Paradox (1996)
- Paradox, The First Second (1998)
- Mississippi Nights Live (1998)
- Focused (1999)
- Ensemble New Hope Street (1999)
- Nordic: Off Color (1999)
- North By NorthWest (2001)
- Drum and Voice (2002)
- Art Of Three (2002)
- Many Years B.C. (2002)
- The Art Of Five (2003)
- Drum'n'voice 2 (2006)
- Fruit from the Loom (2008)
- Drum n Voice vol.3 (2010)
- Palindrome (2010)

Amb la Mahavishnu Orchestra:
- Inner Mounting Flame (1971)
- Birds of Fire (1973)
- Between Nothingness and Eternity (1973)
- Mahavishnu (1984)

Participacions:
- Bitches Brew (1970)/Miles Davis
- Live-Evil (1970)/Miles Davis
- A Tribute to Jack Johnson (1970)/Miles Davis
- On the Corner (1972)/Miles Davis
- Get Up With It (1974)/Miles Davis
- Circle in the Round (1979)/Miles Davis
- Directions (1980)/Miles Davis
- You've Got to Take a Little Love (1969)/Horace Silver
- Giblet Gravy (1968)/George Benson
- White Rabbit (1972)/George Benson
- The Anderson Tapes (1971)/Quincy Jones
- I Heard That!! (1976)/Quincy Jones
- Dreams (1970)/Dreams
- Imagine My Surprise (1971)/Dreams
- God Bless The Child (1971)/Kenny Burrell
- Make It Funky: The Big Payback 1971-1975 (1996)/James Brown
- Don't Stop The Carnival (1978)/Sonny Rollins
- Spanish Blue (1974)/Ron Carter
- Uptown Conversation (1970)/Ron Carter
- New York Slick (1980)/Ron Carter
- Sunflower (1972)/Milt Jackson
- Prelude (1973)/Eumir Deodato
- Deodato 2 (1973)/Eumir Deodato
- Whirlwinds (1974)/Eumir Deodato
- My Goals Beyond (1971)/John McLaughlin
- Electric Guitarist (1978)/John McLaughlin
- Love Devotion Surrender (1973)/Santana y McLaughlin
- Hotcakes (1974)/Carly Simon
- Live at the Public Theater (1980)/Gil Evans
- Lookout For Number One (1976)/Brothers Johnson
- Western Man (1971)/Mose Allison
- Lessons in Living (1982)/Mose Allison
- Invitation To Openness (1971)/Les McCann
- Blue Moses (1972)/Randy Weston
- Purple (1970)/Miroslav Vitous
- Big Bad Jug (1973)/Gene Ammons
- The Other Road (1973)/Ray Barretto
- School Days (1976)/Stanley Clarke
- Fly With The Wind (1976)/With McCoy Tyner
- Giant Box (1973)/Don Sebesky
- Rising (1972)/Mark-Almond Band
- To The Heart (1976)/Mark-Almond Band
- Breakout (1971)/Johnny Hammond
- Rock Steady (1971)/Johnny Hammond
- All The King's Horses (1972)/Grover Washington, Jr
- Soul Box (1973)/Grover Washington, Jr
- A Live Mother for Ya! (1977)/Al Johnson
- Spaces (1974)/Larry Coryell
- The Essential Larry Coryell (1975)/Larry Coryell
- Spaces Revisited (1997)/Larry Coryell
- Journey (1974)/Arif Mardin
- Sky Dive (1973)/Freddie Hubard
- Cargo (1982)/Cargo
- You've Got a Friend (1972)/Roberta Flack y Donny Hathaway
- Atlantis (1973)/Duke Project
- Our Latin Thing (1972)/Fania All Stars
- Live at the Greek (1993)/Stanley Clarke y Larry Carlton
- Blue Light Rain (1998)/Jazz Is Dead
- Passion: Music for The Last Temptation of Christ (1989)/Peter Gabriel
- De Cuba y de Panamá (2008)/ASERE